# Liebeliola bifurcata
Liebeliola bifurcata är en tvåvingeart som beskrevs av Barnes 1928. Liebeliola bifurcata ingår i släktet Liebeliola och familjen gallmyggor. Inga underarter finns listade i Catalogue of Life.